# 앨런 래드 주니어

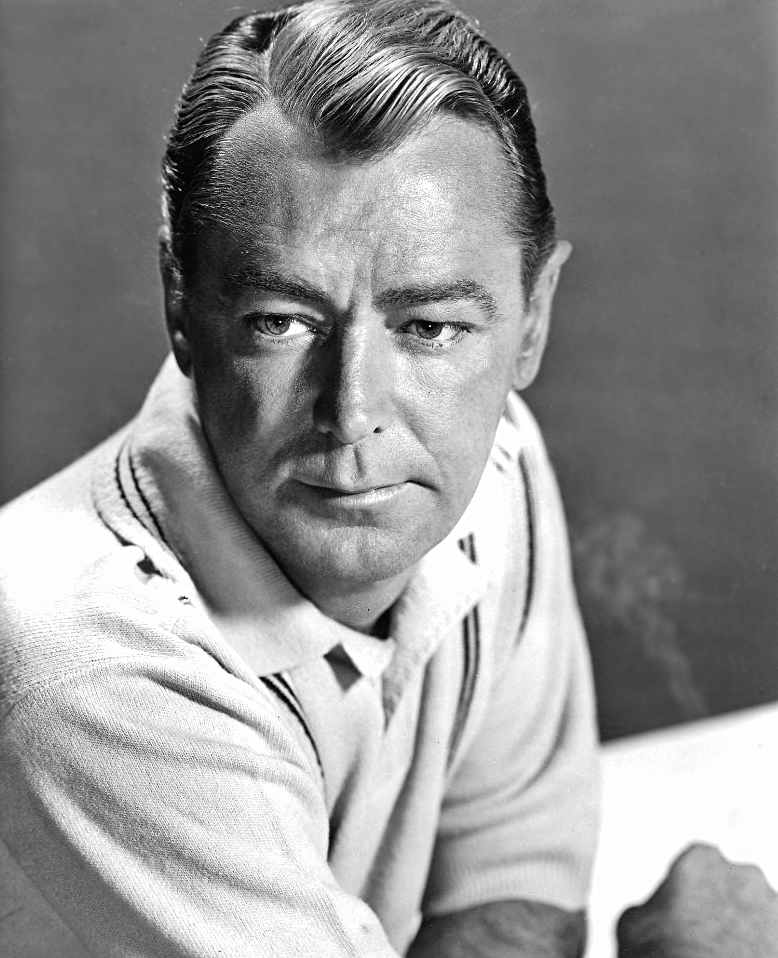

앨런 래드 주니어(영어: Alan Ladd Jr., 1937년 10월 22일~2022년 3월 2일)는 미국의 영화 감독이자 영화 제작자, 모델이다.
1937년 10월 22일 미국 캘리포니아 로스엔젤레스에서 태어났으며 앨런 래드의 장남이다. 자신의 외아들인 앨런 래드 3세는 영국의 오케스트라 지휘자이며 조던 래드의 큰아버지로 살아왔고 감독을 맡고 있다가 영화제작자로 활동하고 있었다.

## 출연

### 영화
- 가라, 아이야, 가라(2007년)
- 언피니쉬드 라이프(2005년)
- 라스트 모걸(2005년) - 본인 역
- 아이언 마스크(1998년)
- 팬텀(1996년)
- 브래디 펀치 2 - 유쾌한 가족(1996년)
- 브래디 펀치(1995년)
- 브레이브하트(1995년)
- 마법의 이중주(1988년)
- 화려한 사랑(1972년)